# مقاطعة منزيني
تقع مقاطعة مانزيني في غرب وسط إسواتيني. وتبلغ مساحتها 5,068 كم 2 وبلغ عدد سكانها 292,000 نسمة (حسب إحصائيات عام 1997). مركزها الأداري هو منزيني. ويحدها ثلاثة مقاطعات:مقاطعة هوهو في الشمال ومقاطعة لوبومبو في الشرق ومقاطعة شيزلويني في الجنوب.